# 乌药碱
乌药碱（也称为衡州乌药碱）是一种含氮有机化合物，化学式C
17H
19NO
3，属于四氢异喹啉类生物鹼，存在于莲（Nelumbo nucifera）等植物中，能作为菸鹼型乙醯膽鹼受體的受体拮抗剂 。